# Nabil Kassel
Nabil Kassel (10 maart 1984) is een Algerijns bokser, die uitkomt bij de middengewichten (75 kg).
Hij nam tweemaal deel aan de Olympische Spelen, maar behaalde hierbij geen medaille.
Op de Afrikaanse Spelen in 2003 in het Nigeriaanse Abuja behaalde Kassel een bronzen medaille.
Op de Olympische Spelen van Athene van 2004 verloor Kassel op 19-jarige leeftijd in de tweede ronde van de Amerikaan Andre Dirrell, de latere winnaar van de bronzen medaille. In de eerste ronde had Kassel gewonnen van de Braziliaan Glaucelio Abreu.
In 2005 werd hij Afrikaans kampioen bij de middengewichten. In 2007 won Kassel in Algiers voor eigen publiek de Afrikaanse Spelen.
Op de Olympische Spelen van Peking van 2008 was hij in de eerste ronde vrij. In de tweede ronde verloor hij van de Ier Darren Sutherland, de latere winnaar van de bronzen medaille.

## Prestaties
| Jaar | Wedstrijd                   | Plaats     | Resultaat | Gewichtsklasse  |
| ---- | --------------------------- | ---------- | --------- | --------------- |
| 2003 | Afrikaanse Spelen           | Abuja      | 3e        | middengewichten |
|      | Afro-Aziatische Spelen      | Haiderabad | 3e        | middengewichten |
| 2005 | Afrikaanse kampioenschappen | Casablanca | 1e        | middengwichten  |
| 2007 | Afrikaanse Spelen           | Algiers    | 1e        | middengewichten |